# مسجد زين الله رسولوف
مسجد زين الله رسولوف (بالروسية: Мечеть имени Зайнуллы Ишана)‏ في منطقة تسارسكوي سيلو، هو أحد المساجد الموجودة في بلدة أوتشالي، باشكورستان، روسيا.
سميت على اسم زين الله رسولوف.